# ژان رولین
ژان رولین (فرانسوی: Jean Rollin‎؛ ‏ ۳ نوامبر ۱۹۳۸ – ۱۵ دسامبر ۲۰۱۰) کارگردان فیلم، بازیگر و نویسنده اهل فرانسه بود. وی بین سال‌های ۱۹۵۷ تا ۲۰۱۰ میلادی فعالیت می‌کرد.
از فیلم‌ها یا مجموعه‌های تلویزیونی که وی در آن‌ها نقش داشته‌است، می‌توان به دریاچه زامبی‌ها و لب‌های خون اشاره نمود.